# 美少女になったけど、ネトゲ廃人やってます。
『美少女になったけど、ネトゲ廃人やってます。』（びしょうじょになったけど、ネトゲはいじんやってます）は日本のライトノベル。2015年12月30日から星屑ぽんぽんにより小説投稿サイト「小説家になろう」で連載されている作品で、2019年5月からKラノベブックス（講談社）から書籍化刊行されている（イラストはネコメガネ）。2022年1月4日からは「カクヨム」での連載も開始されている。
メディアミックスとして、泉乃せんによるコミカライズが『水曜日のシリウス』で2019年11月29日から2021年12月10日まで連載された。

## あらすじ
主人公の仏 訊太郎は想い人の宮ノ内 茜に愛の告白をしたが便を漏らし、告白は盛大に失敗した。訊太郎はそのショックで家に帰ってベットで泣いているとそのまま寝てしまった。
翌日、訊太郎が目を覚ますと最近噂になっている謎の性転化病にかかってしまい美少女になっていた。誰に相談することも出来ないまま、友人たちと約束していたVRMMORPG「クラン・クラン」を始める。アバターの選択項目の多さにスキャンした姿そのままの（「リアルモジュール」といわれる）姿で「タロ」というアバター名となる。
「クラン・クラン」の中では、友人たちを始めとした多くの人々と出会い、不遇と言われた錬金術で成果を上げていく。だが、ある日ゲーム内のイベントの結果が現実に反映されており、しかもリアルモジュールを使用しているプレイヤー以外は、その変化を「元からそうだった」としか認識できない状態だった。
その事実に気付いたタロは仲間たちと共にゲームをプレイしながら謎を突き止めようと行動していく。

## 登場人物

### 仏家
カメラマンをしている両親が海外に行っている以外は普通の家庭だったが、タロがゲーム内のイベントで爵位を得た際に「仏神宮家」という名家に変わってしまった。
仏 訊太郎(仏神宮 訊太郎)/タロ　二つ名：「白銀の天使」(様)、「始まりの天使」
本作の主人公。元の性別は男だが性転化病にかかってしまい、銀髪碧眼の美少女になってしまった。
メイン武器：刀(二刀流)
仏 真世(仏神宮 真世)/シン　二つ名：「風の狩人」
訊太郎の実の姉。ベータテスターでクラン「首狩る酔狂共」の団長。
プレイヤーからはとても恐れられているが、訊太郎やミシェルにはとても甘い。
メイン武器：剣(二刀流)
仏 ヴァレンツィン ミカシェル(仏神宮 ヴァレンツィン ミカシェル)/エル　二つ名：「無言の鉄槌姫」、「無言少女」
訊太郎の義妹。訊太郎の両親の友人の子で、その友人が亡くなったときに引き取った。
メイン武器：なんでも

### タロのフレンド
朝比奈 夕輝/ユウ
訊太郎の中学校からの親友でクラスメイト。訊太郎がウン告白をした後も優しく接してくれた。
日暮 晃夜/コウ
あだ名は「鬼畜メガネ」。訊太郎の中学校からの親友でクラスメイト。訊太郎がウン告白をした後も優しく接してくれた。
宮ノ内 茜/トワ
訊太郎の想い人。初心者プレイヤーで初めてすぐに一般傭兵に襲われたがタロに助けられた。
古都塚 琴音(南 琴音)/ミナヅキ(ミナ)
訊太郎が異性でも付き合いの深い相手であり、幼馴染。
小学生まで隣の家に住んでいて、中学からは家の事情で引っ越してしまい、進学先が別々になった。普段は明るい割にどこか引っ込み思案なところがある。
薫拳沢 一徹/ジョージ　二つ名：「鉄血ジョージ」、「禁断のJ」
現実世界では日本皇立学園の中等部の体育教師にして、訊太郎のクラスの副担任。クラン・クラン内ではクラン「サディ☆スティック」の副団長。タロと初めてフレンドになったプレイヤーでタロと仲が良い。
安野 曇/アンノウン
ジョージからミナの袴を作るとき紹介された。
メイン武器：薙刀
愛染 瑠涙/ルルス
双子姉妹のユニットアイドル『クラルス』の妹のルルス。少し内気な性格。

### その他
（不明）/シェリー
クラン「首狩る酔狂共」の団員で、シンなどと行動を共にする。トムと仲が良い。
（不明）/トム
クラン「首狩る酔狂共」の団員で、シンなどと行動を共にする。シェリーと仲が良い。

### タロの仲間のNPC
白青の姫ブルーホワイト
呪いの雪国ポーンセントのボスキャラクター。タロが倒したらアイテムとしてドロップした。人形の支配師を使い仲間にした。
陽光のルチル
人形店で売っていた双子の人形の兄。タロが購入した。
月影のルナリー
人形店で売っていた双子の人形の妹。タロが購入した。

## 装備

### 武器
『燈幻刀【鏡花】』レア度：8
- 装備条件　：知力：250　力：10
- 補正　　：攻撃力：＋68　技量補正：E
- 特殊効果　：装備している傭兵の一をごまかす。
- 固有アビリティ：『対極影』、『浮かび水連』【使用発動条件：知力：300】

『赤眼刀【夕鬼】』レア度：6
- 補正　　：攻撃力：＋30　技量補正：F
- 固有アビリティ：　『美味なる血潮』：【発動条件：MP30消費】　　『魔眼・緋珠』：【発動条件：天候・夕】
- 装備条件　：　知力：120　力：6

『蒼暗刀・高貴』レア度：7
- 補正　　：　攻撃力：＋42　技量補正：E
- 固有アビリティ：　『魔眼・夜皇』【発動条件：天候・夜】
- 装備条件　：　知力：150　力：4

『小太刀・諌めの宵』レア：度２
- 装備条件　：力：1　知力：14
- 補正　：攻撃力：＋10　技量補正：G

『ローヌの木刀』レア度：０
- 装備条件：　力：1　HP：20
- 補正　：　攻撃力：＋2

### 装備品
『空踊る輪舞曲』(そらおどるロンド)レア度：9
- 装備条件：　MP：40　知力：120
- ステータス：　物理防御：＋32　魔法防御：＋157
- 特殊効果：装備した傭兵の重力を六分の一にする。(ジャンプ力が高くなり、落下速度が遅くなる。)

『灰透明なショール』レア度：4
- 装備条件：　知力：70　HP：50　MP：40
- 効果　：　魔法防御：＋20　MP：＋10
- 特殊効果：三つ折りにされている布地を広げて、体を包めば灰色の煙の中では認識しづらくなる。

『銀狐の耳』レア度：8
- 装備条件：　MP：30
- 効果　：　MP：＋40　物理防御：＋15
- 特殊効果：モンスターと傭兵が、自身に物理系アビリティを発動したとき、音で知覚できるようになる。

『巫女服　紅奈憑き』レア度：6
- 装備条件：妖狐族との関係性【認定】以上
- 効果　：　防御：＋25　魔法防御：＋55
- 特殊効果：赤属性の耐性8％強化

『銀狐の一尾』レア度：8
- 装備条件：妖狐族との関係性【認定】以上
- 効果　：　MP：＋50
- 特殊効果：固有アビリティ『尻尾の悪戯』

『金狐の耳』レア度：8
- 装備条件：　M：P30
- 効果　：　MP：＋40　魔法防御：＋15
- 特殊効果：モンスターと傭兵が、自身に魔法系アビリティを発動したとき、音で知覚できるようになる。

『見識者の髑髏覆面』レア度：7
- 装備条件：知力170
- 効果　：防御＋20　魔防＋22
- 特殊効果：常時、素材やモンスターの情報を詳しく知れる。代償として視界が少し暗くなる。

『青き賢者の恩寵』【指輪】レア度：不明
- 効果　：　MP：＋50
- 特殊効果：使用するとNPCの賢者ミソラと通話ができる。
- 装備条件：賢者ミソラと助手契約を交わした傭兵。

『射ろ筆(小)』レア度：1
- 効果　：特に無し
- 特殊効果：色力(色彩ボーナス)　直塗り【F】　飛び塗り【G】　射程範囲：3メートル
- 装備条件：　知力：100　力：1　MP：20

『巨人族章』
- 装備条件　：知力：140
- 効果　：　力：＋50　防御：＋40　素早さ：－50

※知力が足りてなくても装備可能だがその場合バーサク状態になる。

『奴隷人の給仕服　(ヨールン女性用)』
- 装備条件：　HP：50
- 効果　：　防御：＋65　魔防：＋32

『奴隷人の首輪』
- 装備条件：なし
- 効果　：　防御：＋7

### アクセサリ
『失落世代の懐中時計』レア度：40
- 解明度：S
- 装備条件：　知力：600

『盤上で踊る戦場遊戯』
- 装備条件：　知力：300
- 効果　：MP ＋10
- スキル【盤上で踊る戦場遊戯】を使用するためのアクセサリ。
- 錬金術スキル【夢見る将校姫の軍駒】とスキル【盤上で踊る戦場遊戯】を習得できる。

：スキル習得前提条件：
- 【小さな箱庭の主】と【人形の支配師】習得済み
- ステータス：　知力：300以上
- 【指揮官】の拝命経験がある

これは錬金術のスキル習得アイテムにして装備

### その他
『錬器：合成獣の羅針盤』
- 使用条件：モンスターのドロップ素材でアイテム生成した回数が100以上あり、神獣か魔物との融合経験がある。
- 効果　：使用者にスキル『合成獣の羅針盤』を習得させる。

## スキル

### スキル： 錬金術
アビリティ
Lv1.：『変換』
錬金術用キット、『天秤』を用いて素材・アイテムを変換することができる。上位変換・下位変換と両方ができる。
　
Lv3.：『変革の銅法』
MPを消費して『変換』の成功率を上昇させる。成功率は知力が高いほど上がる。
　
LV6.：『失敗は成功への王道』
MPを消費して変換の失敗率を上昇させる。失敗率は知力が高いほど上がる。失敗素材を創り上げたい時に使う。
　
Lv.10：『合成』
素材と素材を合成して、新たなるアイテムを生成する。アイテム『銅の合成釜』と『かき混ぜ棒』が必要。
　
Lv.14:『生成の銀法』
MPを消費して合成の成功率を上昇させる。成功率は知識が高いほど上がる。
　
Lv.18：『飽くなき探求』
錬金キット『フラスコ』『ビーカー』を使用。発動すると、素材がビーカー・フラスコの中へ液体化して入る。
液体化した素材は、『合成』の錬金中に追加投入できる。追加投入するタイミング、素材によって合成の結果は変わってくる。
　
Lv.20：『鑑定眼』
MPを2消費して、どんな素材、アイテムなのか、普通の説明文よりも詳しい情報を見ることができる。錬金術のヒントにできる。
　
Lv.25：『調教術』
錬金キット『復元を司る拷問台座』、もしくは簡易錬金キット『お弁当箱』を使用して、素材の特性を変化、進化させる。
今まで、相性の悪い素材同士だったものが、これを使うことで、かけあわせることが可能になるかもしれない。
　
Lv.30：『魂を抜きし供物』
錬金キット・魔鏡とカメラを使用して、魂の色を抜き取るアビリティ。あの世とこの世を結ぶ鏡で、この世ならざる者の姿を映しだすことができる。
カメラでは写真で撮らえた者の魂を色として抽出し、錬金素材や武器素材へと変換させる。神仏にえるに相応しいモノを生成できる。実体のないもの、光、幽霊、エネルギーなどから新素材を発見できる。
　
Lv.33：『塵化』
素材を分解することができる　→　細分化・粉化・液化など。
錬金キット『フラスコ・ビーカー・和紙』のいずれかが必要。
消費MP：10　(上記の錬金キットを使用すれば消費するMPは半減する)。　
真の錬金術士はあらゆる物体をと塵化しても、万物創生に活かすであろう。
　
Lv.37：『愚者と賢者は紙一重』
『合成』時、MPを10使用することで発動可能。失敗率を高め、『失敗素材』や『堕落アイテム』を生成できる。ただし、魔導錬金を使用しているときは発動できない。
　
Lv.42:『錬成・希少化』
黄金錬成の秘術。潜在能力のある素材を、MP20消費で3段階まで上位変換できる。成功率は知識の高さに依存する。潜在能力を秘めてない場合は、素材となったアイテムは失われる。鉱石系との相性が良く、不純物を取り除く作業にも適している。
錬金キット『遊界炉』を使用すると成功率が格段に上昇する。
　
Lv.46：『創造の金法』
スキル：錬金術の全アビリティの成功率を、消費したMPの量によって上昇させることができる。基本、MP消費1で0.1％上昇させることができる。知力ボーナスとして知力100毎に0.2％上昇する。
『変革の銅法(Lv3で習得)』と『生成の銀法(Lv14で習得)』の効果と重複して発動が可能。
　
Lv.50：『禁断を捧げし人体練成の魔眼』・『あなたに捧げる人体練成の魔眼』
【効果：傭兵の身体の部位を素材として採取できる。】
【発動中は『欠損・切断』パラメータが有効になり、1秒毎にMPを3消費する】
【右目だけの場合『禁断』が発動し『欠損』のみが有効になる。消費MPは毎秒2に変化】
【左目だけの場合『あなた』が発動し『切断』のみが有効になる。消費MPは毎秒2に変化】
魔眼発動中、攻撃アクションを傭兵にヒットさせると『欠損・切断』に及ぶパラメータが蓄積さる
指定値を超えれば【欠損】もしくは【切断】を実現し、素材として身体の部位を採取できる
(例：右腕を『禁断を捧げし人体練成の魔一度殴った場合、＜右腕：2/100＞と表示され、100になるとその部位をアイテムとして入手することができる。
【部位殺し】された傭兵は、10分後にログインし直せば失った部位は再生する

### 特殊派生スキル『魔導錬金』Lv1
説明：特定の錬金術アビリティを発動する時、MPを消費して錬金キットなしで発動する事ができる。
　　　智を極めし者にのみ、その形状の意味が、創造される物の真を理解できる。
　アビリティ
Lv.1：『叡智の集結・タイプ四角形』
MPを消費して、その場で錬金キットなしで『合成』と『塵化』の錬金術アビリティを発動できる。生成したアイテムの容体は立方体だが、解除してアイテム本来の見た目に戻すこともできる。

Lv.10：『戯れたる塵化』
創造と破壊を容易く実現してしまう、残虐な神々の所業を模倣した魔導錬金。
素材を分解させるアビリティ。細分化・粉化・液化の3種に該当する素材に変化させる。
装備の分解や劣化、塵化もできるが、相応のMPを消費する・知力が高いほど分解力が上がる。

Lv.18：『古代遺物の解明者』
〈錬成・希少化〉に成功した〈化石〉の力を錬金キット『懐中時計』で取り込むことができる。〈戯れたる塵化〉で分解された〈化石〉は、その魔力によって一時的に遺伝子データを螺旋状へと具現化し、『懐中時計』へと流しこむ。
太古の〈記憶〉に呑まれるか、神獣と同等の力を得られるかは、『懐中時計』の持ち主による

### スキル：『風妖精の友訊』
アビリティ
Lv.1:
MPを30消費して風妖精の友人を一匹を呼ぶことができる。

### 『錬金術の古書〈人形の支配師〉』
入手条件：スキル錬金術Lv30以上・アビリティ『空気を詠む』の習得・1体以上の『人形の心』を所持している。
　　　　　錬金術アビリティ『傀儡話術』と『魔技手』、『人形の支配師』を習得する。
『傀儡話術』
心を持つ人形とある程度の会話、意思疎通ができるアビリティ。人形の心を手に入れるための、等価交換を成立させるためのアビリティ。
『魔技手』
魔導人形に装着するための魔導石』を作るアビリティ。魔導人形を操るための『導き糸』を作るアビリティ。

### スキル：『合成獣の羅針盤』
アビリティ
Lv.1:『崩位：幻想獣の咆哮』
・合成アビリティにより、幻想獣を生みだす召喚アイテムを作れるようになる。ただし人体素材は扱えない。また『幻想獣専用アイテム』の使用時は『崩位：幻想獣の咆哮』を発動する必要がある。
・消費MP：20　・バッドステータス：ランダムで一つ
Lv.7:崩位:極東を明かす一番星
一つの素材で一位界のみの合成獣を創造できる。合成獣のHPがゼロにならない限り、創造した合成獣は消えない。
（『崩玉化』してアイテムストレージに入れておく事も可能)
Lv.14:崩位：二冠を堕とす西暦
・2種の素材で、『二位界』の合成獣を創れる。

Lv.21:崩位：南無三宝荒神
・3種の素材で、『三位界』の合成獣を創れる。
Lv.30:崩位：敗北の四言者
・4種の素材で、『四位界』の合成獣を創れる。
Lv.36:全崩位：全知全能の五皇説
・　5種の素材で強力な『五位界』の合成獣を創造できる。

### エクストラスキル：『光明を見出す天動説・悠久なる植物学者』
悠久なる植物学者
　アビリティ
Lv.1:屍の花姫
モンスターをキルしても、その『死体』を1分間残すことができる。
Lv.3:血濡れた永久瓶
MPを10消費して『血濡れた永久瓶』を召喚生成し、『死体』から『血液採取』ができる。『血濡れた永久瓶』に入れた血液は、半永久的に鮮度を保つという効果が付与される。
Lv.5:錬菌術
植物系統の素材、ドロップアイテムを血液混入済みの【血濡れた永久瓶】に入れる事で、彩菌を繁殖する事ができる。
彩菌は調整によって効果が変わる。

### スキル：『名声』
傭兵とNPC間の関係性が把握できる。また、様々な勢力との関係性も知ることができる。
　アビリティ
Lv.1:『空気を詠む』
ターゲットしたNPCと、自身との関係性を知ることができる。効果範囲は7メートル以内。
消費MP：２

### スキル：『刀術』
武器、刀系統全ての基盤となるスキル。素早い剣技で相手を翻弄する。
　アビリティ
Lv.1:『初太刀・零戦』
　その名の如く、瞬時に自分と敵との距離を無にし、零距離攻撃からの一撃離脱アビリティ。敵との距離を一瞬でつめ、剣撃を一筋放つ。剣撃をヒットさせた直後、つめた距離の半数、ターゲットから離れた位置に自分を転移させる。
Lv.5:『弐ノ太刀・時雨紅桜』
目にも止まらぬ速さで、上段より細かく切り結ぶ。通常攻撃の0.5倍威力の斬撃を5～7回くりだす。二刀での発動の場合10～16回。アビリティが発動している間、自身の足がロックされ移動が制限される。
つまり通常より少し弱い攻撃を5～7回与えるということ。

### スキル：『夢見る将校姫の軍駒』
・【盤上で踊る戦場遊戯】に付属している駒に【命の輝き】を込めるスキル。
・駒を盤上に配置すれば、自身の配下として活用する事ができる。さらに【命の輝き】を込めれば、駒の大幅な強化に繋がる。
・【駒】に適合する存在を探し、【好感度】や【殲滅】といった多数の条件をクリアすると【命の輝き】を抽出できる。

### スキル：『寝子飼い』
猫と仲良くなれる猫育成要素満載のスキル。
　アビリティ
Lv.1:『エサ友』
餌付けした猫を、一匹だけパートナーとして契約できる。契約した猫のHPが全損してしまうと、3分以内に蘇生できなければパートナー契約は解消され、二度とその猫とは会えなくなる。

### エクストラアビリティ『巨人の落撃』
小説家になろう版の本編　175話『次元の違いを示す錬金術士』で名前だけ登場。

### エクストラアビリティ『巨人の小隕石』
小説家になろう版の本編　177話『純粋な夜には月が輝いて』で名前だけ登場。

### スキル：賭博師
小説家になろう版の本編　46話『特権階級（１）』で名前だけ登場。

### スキル：歩法
小説家になろう版の本編　66話『太陽の秘密』で名前だけ登場。

### スキル：噴く話術
小説家になろう版の本編　247話『感染都市サナトリウム』で名前だけ登場。

## 称号
・『老練たる少女』
・取得条件：若返る
・　効力　：レベルアップ時のスキルポイント取得量が３倍
・『先陣を切る反逆者』
・　取得条件：クエスト『賢者と王の妥協点』の特別報酬。
・　　効力　：戦闘開始時、最初の攻撃がヒットした場合50％の確率でクリティカルダメージを与える。また、レベルが自分より上の相手に対する全てのダメージ総数が20％増加する。
・『空猛き賢人の助手』
・　効力　：魔力・ＭＰを1.2倍に引き上げる。魔法のこもった素材や製品を製作する際の成功率と品質が20%アップする。
・『全知なる伝道師』
・取得条件：知力ステータスが300以上・自身の支配下にあるNPCの知力を100以上アップさせる。
・　効力　：ステータスポイントを『知力』にふる際、知力ステータスの上昇率が2倍になる。
　　付け外し不可
・『血同盟の聖少女』
・取得条件：猛る人狼の理性を取り戻す、処女の清らかな血が流れる者にしか贈られることはない。
・　効力　：・『吸血鬼化』：瞳の色が深紅に染まり、鋭い八重歯が伸び、吸血鬼のような見た目になる。
　　　　　　・『吸血』：与えたダメージの10％を、自身のHPへと還元する。
　　　　　　・『同胞輪廻』：種族　吸血鬼の全ステータスを1.2倍にする。
　　　　　　・『聖女』：回復アイテム、回復スキルを使用した際、回復値が1.2倍になる。
　【これら四つが称号をセットすることで常時発動する】
・『遊園児』
　詳細不明
・取得条件：不明
・　効力　：条件を満たすと特殊スキルを習得可能。
・『赤竜殺しの伝承保持者』
　詳細不明
・取得条件：不明
・　効力　：レベルポイント消費時、全ステータスの増幅値が3倍。
　付け外し不可
・『神に背きし者』
　詳細不明
・取得条件：不明
・　効力　：神人や神兵、『神属性』を持つ存在に敵対視されやすい。同様に好感度も著しく低い。
　付け外し不可
・『巨人に天光をもたらす者』
・取得条件：巨人の好感度が『絶対主神』になる。
・　効力　：巨人族と共闘する際、その巨人族のステータスを3倍にする。また支配下にある全巨人族のステータスを1.5倍にする。
・『同調者』
　詳細不明
・取得条件：不明
・　効力　：接触したモンスターの思考を1回限り、読み取る
・『炎皇の知人』
　詳細不明
・取得条件：不明
・　効力　：火属性の魔法、武技の威力を2％向上
・『千年鍛冶の大老侯』
詳細不明
・取得条件：不明
・　効力　：鍛冶スキルに補正

## 用語解説

### 天滅の十氏
謎に包まれている十人の最強のNPC。現在名前が判明しているのは四人。
蒼天：空猛き賢者ミソラ
零黒：創世の錬金術士ノア・ワールド
紫苑：千銃の放浪王オリンマルク・サーフェイス
？？(白)：争乱の申し子 冥覇アレス
？？：王剣ドゥウィンドリン・ジャガーノート

## 街
・先駆都市ミケランジェロ
プレイヤーが最初にスポーンする初期街。
　　　　　　　名前の順番　　　　　　　１番目　　　　　　　　　　２番目　　　　　　　　３番目　　　　　　　　　４番目(仮)
・水門回廊アクアリウム街(水門回廊アクアリウム街→感染都市サナトリウム→復興都市アクアタロン→天蒼水宮アクアリンネ)
最近見つかった都市。ゾンビや人狼などが出現した。タロが間接的に支配している。
・魔導機甲都市『歯車の古巣』
俗に空中都市。賢者ミソラの学び舎がある。
・ネコの街ニャルンテ
ネコが沢山いるのどかな街。
・鉄と鎖の腐敗都市ギルディガリオン
犯罪傭兵しか入れない街。タロの領地。

## モンスター
・スライム
最強のモンスター(タロにとって)。
初心者がよく倒すモンスター。一応モンスターの中では最弱。
ドロップアイテム
・スライムゼリー
プルプルとしたスライムのゼリー
・スライムの核
液体と相性の良い、スライムの青い核
・モフウサ
宝石のように紅い光を帯びた眼が二つ付いている。大きさは、50cm以下の小型のモンスター。魔法を使う。
ドロップアイテム
・赤い(紅い)瞳の石
モフウサの瞳が魔力を失ってできた石
・モフ綿
レアドロップ。

## アイテム

### 錬金術で作った(創った)もの

#### アビリティ：『変換』で生成した物
・汚水
説明：汚い水。
・紅蓮石
説明：紅蓮の炎を宿す石。

#### アビリティ：『合成』で作った(創った)物
・浄化水
説明 ：浄化された水。ポーションに適した素材。
レシピ：『汚水』＋『清潔な草』→『浄化水』
・翡翠の涙（効果：翡翠の涙+1→HP180回復　翡翠の涙+2→HP200回復）
　説明：使用するとHPを即座に回復する。
レシピ：『浄化水』＋『スライムの核』→『翡翠の涙』
・過激なあめ玉
　説明：イモムシ風味の味がするアメ玉。使用すると、1分間だけステータス・力：＋10になる。
レシピ：『イモムシ』＋『ミコの実』→『過激なあめ玉』
・結晶の樹木
　説明：妖精がいる森にしか生えない希少な樹木。
レシピ：『花の結晶』＋『葉の結晶』＋『結晶の枝』＋『琥珀水』→『結晶の樹木』
・森のおクスリ
　説明：使用すると、蜜が一滴、花弁から垂れてくる。これを摂取するとMP40回復する。使用限度は3回。
レシピ：『花結晶』＋『清潔草』＋『ようせいの粉』→『森のおクスリ』
・結晶ポーション
　説明：使用すると中の結晶が瓶から溢れだし、拡散して身体をつつみこむ。それらが発する光が癒しをもたらす。光に触れた傭兵のHP200とMP20回復する。
レシピ：『翡翠の涙』＋『葉結晶』＋『ようせいの粉』→『結晶ポーション』
・火護の粉塵
説明：使用するとPTメンバーに火の加護を付与する。赤属性のダメージが1分間、10％カットされる。
レシピ：『紅い瞳の石』＋『結晶の樹木』＋『ようせいの粉』→『火護の粉塵』
・火種を凍らせる水晶
　説明：使用の際は、凍らせたい炎に水晶を接触させると、炎を無力化することが可能。ただし、ダメージ総数が500以下の炎のみ。
レシピ：『紅蓮石』＋『水晶のしずく』＋『ようせいの粉』→『火種を凍らせる水晶』
・戦慄の調べ【月夜の晩に】
　説明：使用すると、二分間PTメンバーの素早さ＋40、魔力＋100する。また天候『月夜』に吹いた場合、PTメンバーのMPを80回復し、なおかつ初撃がクリティカルヒットする。使用限度は3回。
レシピ：『月光の福音・堅・魔』＋『結晶の枝』＋『ようせいの粉』→『戦慄の調べ【月夜の晩に】』
・狙い打ち花火(小)
　説明：使用するとスターロッドの先端から、打ち上げ花火が飛び出す。被弾した相手に赤属性のダメージを与える。範囲攻撃なので、花火が咲いた周辺にいる者にも追加でダメージを与える。
レシピ：『黒い塊・改火』＋『紅蓮石』＋『花の結晶』→『狙い打ち花火(小)』

・巨人と歩みし結液
　説明：これを飲むと体の大きさが2～3倍になり、HP・力・防御が30秒間になる。デメリットとして素早さが三分の二になる。大きさが元に戻ると30秒間身動きが取れなくなる。
レシピ：『巨骨(火耐性)』＋『巨人族章』＋『ようせいの粉』→『巨人と歩みし結液』

### 特殊アイテム

#### ミソラから貰った物
・銀精たちの馬車
白銀を宿す妖精たちによってつくられた馬車。車体周辺は白妖精の魂が宿っている。

## 既刊一覧

### 小説
- 星屑ぽんぽん（著）・ネコメガネ（イラスト）『美少女になったけど、ネトゲ廃人やってます。』講談社〈Kラノベブックス〉、既刊4巻（2021年4月2日現在）
  1. 2019年5月2日発売[4]、ISBN 978-4-06-514800-6
  2. 2019年12月2日発売[5]、ISBN 978-4-06-518287-1
  3. 2020年7月2日発売[6]、ISBN 978-4-06-520555-6
  4. 2021年4月2日発売[7]、ISBN 978-4-06-523445-7

### 漫画
- 泉乃せん（漫画）・星屑ぽんぽん（原作）・ネコメガネ（キャラクター原案）『美少女になったけど、ネトゲ廃人やってます。』講談社〈シリウスコミックス〉、全5巻
  1. 2020年7月9日発売[8]、ISBN 978-4-06-519384-6
  2. 2020年10月9日発売[9]、ISBN 978-4-06-520855-7
  3. 2021年3月9日発売[10]、ISBN 978-4-06-522487-8
  4. 2021年8月6日発売[11]、ISBN 978-4-06-524232-2
  5. 2022年1月7日発売[12]、ISBN 978-4-06-526373-0